# Vilhelm Bardenfleth
Vilhelm Bardenfleth (født 18. juli 1850 i København, død 6. september 1933 på Frederiksberg) var en dansk jurist, stiftamtmand, politiker og indenrigs- og kultusminister. Han var bror til Fritz Bardenfleth.

## Liv og karriere
Han var søn af politikeren Carl Emil von Bardenfleth og Sophie Amalie rigsgrevinde Schmettau. Bardenfleth blev student i 1868 fra Borgerdydskolen i København og cand.jur. fra Københavns Universitet i 1874. Han var volontør på Ringkøbing Amts kontor hos sin ældre broder, Johan Frederik Bardenfleth, og på advokatkontorer i hovedstaden og blev i 1878 ansat som volontør og 1879 som assistent i Indenrigsministeriet, hvor han i 1880 avancerede til ministersekretær og i 1889 blev fuldmægtig og ekspeditionssekretær.
Den 1. august 1894 blev Bardenfleth udnævnt til stiftamtmand over Aarhus Stift og amtmand over Aarhus Amt efter August Regenburg, men han nåede dårligt nok at tiltræde.

### Indtræden i politik
Han færdedes i grundtvigske kredse og mødte her den senere konseilspræsident Tage Reedtz-Thott, der den 7. august 1894 udnævnte ham til kultusminister. I dette embede lavede Bardenfleth det meste af forarbejdet til Folkeskoleloven af 1899, som hans efterfølger, biskop H.V. Sthyr, fik vedtaget. I 1895 blev Bardenfleth valgt til Folketinget for Højre i Odensekredsen (1. Odense Kreds), hvor han var valgt indtil 1898.
Ved dannelsen af ministeriet Hørring i 1897 blev han indenrigsminister og fik under sin embedsperiode markante politiske resultater igennem – blandt andet Ulykkesforsikringsloven (1898), som fik sikret arbejdere imod ulykkestilfælde, Lov om kommuners ophøjelse til købstæder (som bl.a. angik Esbjerg), Lov om erhvervelse og fortabelse af indfødsret og 1899 et tillæg til Frihavnsloven. Han gennemførte også Lov om erstatningsansvar for skade ved jernbanedrift, som var en udløber af Gentofte-ulykken i 1897, men til gengæld strandede hans forslag om anlæggelse af jernbaner og færgeruter, således et om en dampfærgeforbindelse mellem Gedser-Warnemünde. Han tog i august 1899 sin afsked og blev erstattet af Ludvig Bramsen.

### Amtmand igen
En måned efter, at han havde forladt ministerposten, blev han udnævnt til amtmand i Vejle, hvilket han var helt til 1921.

## Tillidshverv
I en lang årrække var Bardenfleth medlem af bestyrelsen for Det danske Hedeselskab. Han var også formand for de henholdsvis 1909 og 1911 af Kirke- og Undervisningsministeriet nedsatte kommissioner ang. Folkeskolens tilsyn m.v. og angående Københavns skolevæsens tilsyn m.v., ligesom han var formand for Det kirkelige Udvalg af 1921.
I sin tid i Vejle var han fra 1902 til 1931 formand i bestyrelsen for Den kellerske Aandssvageanstalt i Brejning, formand for Vejle Banks repræsentantskab fra 1901 til 1930, medstifter af og første formand for Vejle Amts historiske Samfund fra 1905 til 1925 og medlem af bestyrelsen til 1932. Endelig var han fra 1899 til 1910 kommissarius ved Vejle-Vandel-banen.
Han blev i Jylland efter sin pensionering, men i 1932 flyttede han til hovedstaden, hvor han døde allerede året efter. Vilhelm Bardenfleth er begravet på Frederiksberg Ældre Kirkegård.

## Hæder
Bardenfleth blev Ridder af Dannebrogordenen 1894, Kommandør af 2. grad 1896, Kommandør af 1. grad 1899 og modtog Storkorset i 1920. Han blev kammerherre i 1911.

## Gengivelser af Bardenfleth
Der findes et portrætmaleri af Knud Larsen, 1918 (tidligere i Vejle Bank), af Valdemar Irminger, 1920 (Vejle Rådhus) og af Heinrich Dohm, 1927 (Den Kellerske anstalt, Vejle). Fotografier (med signatur fra 1897; i gallauniform fra 1902 m.fl.).